# Clem Grogan
Steve Dennis „Clem“ Grogan (* 13. července 1951) je americký vrah. Již po střední škole měl kvůli menším zločinům problémy se zákonem. Rodiče se později rozhodli odvézt jej na Spahnův ranč. Stalo se tak ještě předtím, než se na něm usadila Mansonova rodina. Po Mansonově příchodu se s ním seznámil a sám se stal členem jeho Rodiny. V roce 1969 byl odsouzen k devadesáti dnům v psychiatrické léčebně za odhalení svého penisu skupině školáků. Již po dvou dnech se vrátil zpět na ranč. V noci z 10. srpna 1969 jel spolu s dalšími členy Rodiny k domu Lena a Rosemary LaBiancových, avšak po vysazení Texe Watsona, Pat Krenwinkel a Leslie Van Houten pokračoval s dalšími dál – Clem, Linda Kasabian a Susan Atkinsová dostali za úkol zabít herce Saladina Nadera, což nakonec neudělali. Později doprovázel Mansona a Bruce M. Davise při vraždě Donaldu Shei. Následně byl odsouzen k trestu smrti, který však byl zmírněn na doživotí. Z věznice byl propuštěn již roku 1985. Ve vězení byl spolu s dalším členem Rodiny, Bobbym Beausoleilem, členem hudební skupiny.